# Bethnal Green (metrostation)
Bethnal Green is een station van de metro van Londen aan de Central Line, dat is geopend in 1946.

## Geschiedenis

### Central Line Extension
In 1933 werd het OV in Londen genationaliseerd in de London Passenger Transport Board (LPTB) waardoor de verschillende metrobedrijven in een hand kwamen. Om tot een samenhangend net te komen kwam LPTB met het New Works Programme 1935-1940. Hierin zaten verbeteringen aan het bestaande net en meerdere verlengingen, waaronder de Central Line Extension ten oosten van Liverpool Street naar Ongar en Woodford. Hiertoe zou de voorstadslijn van de London & North Eastern Railway (LNER) naar Epping en Ongar in Essex worden overgenomen en een nieuwe metrolijn tussen Leytonstone en Newbury Park, grotendeels onder de Eastern Avenue, worden aangelegd om de nieuwe voorsteden in aanbouw in het noorden van Ilford en langs de Hainault Loop te bedienen. Om de overgenomen voorstadslijn met de rest van het net te verbinden werd tussen Liverpool Street en Stratford een tunnel gebouwd, met onderweg onder andere een nieuw dubbelgewelfdstation in Bethnal Green, in het verlengde van de Central Line. 

### Schuilkelder
De bouw van de oostelijke verlenging van de Central Line begon in de jaren 1930 en de tunnels waren bijna voltooid toen de Tweede Wereldoorlog uitbrak, zonder dat de sporen gelegd waren. De ruwbouw van Bethnal Green werd in 1940 gevorderd bij het begin van de bombardemeneten op Londen. Het beheer werd toegewezen aan de lokale overheid, de Metropolitan Borough of Bethnal Green , onder toezicht van de "Regional Commissioners", de generieke naam voor de Civil Defense Service in Londen. In oktober begonnen zware luchtaanvallen en duizenden mensen zochten in het station onderdak en overnachtten er ook. bleven vaak 's nachts. Het gebruik van de schuilkelder nam in 1941 toen de luchtmachten van Duitsland en Italië werden ingezet tegen de Sovjet Unie in plaats van boven het Verenigd Koninkrijk. Een relatieve stilte diende zich aan, hoewel het aantal schuilers weer toenam toen vergeldingsbombardementen werden verwacht als reactie op aanvallen van de Royal Air Force .
Op 3 maart 1943 berichtten de Britse media over een zware RAF-aanval op Berlijn in de nacht van 1 op 2 maart. Om 20:17 uur klonk het luchtalarm van de civiele bescherming en begon een grote en ordelijke stroom mensen de verduisterde trap vanaf de straat af te dalen. Drie treden boven de onderkant van de trap struikelden een vrouw van middelbare leeftijd en een kind, waarop anderen daaroverheen vielen. Hierdoor lagen uiteindelijk bijna 300 mensen op elkaar die zich probeerden te ontworstelen. Een deel slaagde daarin maar 173, grotendeels vrouwen en kinderen, werden verpletterd en stikten, ongeveer 60 anderen werden naar het ziekenhuis gebracht. Het nieuws over de ramp werd 36 uur achtergehouden en de berichtgeving over wat er was gebeurd werd gecensureerd. Dit was aanleiding tot beschuldigingen van een doofpotaffaire, hoewel het in overeenstemming was met de bestaande beperkingen voor berichtgeving in oorlogstijd. Het verslag van Eric Linden van de Daily Mail, die getuige was van de ramp, was een van de achtergehouden berichten. De verstrekte informatie was zeer beperkt.  Het duurde tot 20 januari 1945 voordat er meer bekend werd gemaakt, de oorzaak was "22 maanden geheim gehouden omdat de regering van mening was dat de informatie zou kunnen hebben geleid tot aanhoudende luchtaanvallen van de Duitsers met de bedoeling soortgelijke paniek te veroorzaken". Toen de premier, Winston Churchill , op 6 april het rapport zag waarin stond dat de oorzaak paniek onder de burgers was tijdens een luchtaanval, besloot hij dat het moest worden onderdrukt tot het einde van de vijandelijkheden, omdat het een "uitnodiging aan de vijand zou zijn om het te herhalen" en ook omdat het in tegenspraak was met eerdere officiële mededelingen dat er geen paniek was, ondanks dat Herbert Morrison het daar niet mee eens was en Clement Attlee (MP voor het nabijgelegen Limehouse-kiesdistrict) geruchten dat de paniek te wijten was aan "Joden en/of fascisten" de kop in wilde drukken. De resultaten van het officiële onderzoek werden pas in 1946 vrijgegeven. Aan het einde van de oorlog citeerde de minister van Binnenlandse Veiligheid, Herbert Morrison, uit een geheim rapport dat er paniek was ontstaan, door de terugslag van luchtafweerraketten van de Z-batterij, afgevuurd vanuit het nabijgelegen Victoria Park. 
In de oorlog waren er al andere geluiden te horen, zo zei de lijkschouwer van Shoreditch, W.R.H. Heddy, dat er "niets was dat op een stormloop dan wel paniek of iets dergelijks wees". In zijn vonnis in de zaak Baker v Bethnal Green Corporation over een vordering tot schadevergoeding door een weduwe van een skachtoffer, zei rechter Singleton dat "er niets in de weg stond om te haasten of te deinen" op de trap.
De president van het gerechtshof, Lord Greene, die het oordeel van de rechtbank herzag, zei: "het was heel goed bekend ... dat er geen paniek was geweest". Lord Greene berispte het Ministerie ook omdat ze de hoorzitting achter gesloten deuren wilde houden. De zaak Baker werd gevolgd door andere vorderingen, resulterend in schadevergoedingen van bijna £ 60.000, waarvan de laatste in het begin van de jaren vijftig werd ingediend. Het geheime officiële rapport,van onderzoeksrechter Laurence Rivers Dunne, constateerde dat Bethnal Green Council in 1941 de London Civil Defence had gewaarschuwd dat de trap een dranghek nodig had om de menigte af te remmen, maar de reactie was  dat dat zonde van het geld zou zijn. 
De verdrukking op Bethnal Green wordt beschouwd als het grootste verlies van burgers in het VK tijdens de Tweede Wereldoorlog en het grootste verlies aan mensenlevens bij een incident op het Londense metronetwerk. Het grootste aantal doden door een oorlogsbom was 107 bij Wilkinson's Lemonade Factory in North Shields (1941), hoewel er veel meer Britse burgers omkwamen bij afzonderlijke bombardementen.

### Gedenktekens
Vijftig jaar na de ramp van 1943 werd bij de zuidoostelijke trap van het station, waarop de doden vielen, een gedenkplaat aangebracht. Deze draagt het wapen van de London Borough of Tower Hamlets en vermeldt de gebeurtenis als de " ergste burgerramp van de Tweede Wereldoorlog". 
In 2007 werd de "Stairway to Heaven Memorial Trust" opgericht om een meer in het oog springend monument voor degenen die bij de ramp zijn omgekomen te plaatsen. Het monument is ontworpen door de plaatselijke architecten Harry Patticas en Jens Borstlemann van Arboreal Architecture. Het werd op 16 december 2017, ruim 74 jaar na de ramp, onthuld op de hoek van Bethnal Green Garden, direct buiten het metrostation.Het heeft de vorm van een open omgekeerde trap van 18 treden gemaakt van teakhout die over een betonnen sokkel hangen, en is een replica op ware grootte van de trap waar de ramp plaatsvond. De namen van de doden zijn aan de buitenkant gegraveerd en de bovenlaag heeft 173 kleine gaatjes die licht doorlaten en de doden symboliseren. Hoewel de doden niet te wijten waren aan een vijandelijke actie, zijn de doden op naam geregistreerd door de Commonwealth War Graves Commission als burgeroorlogsdoden, 164 uit de Metropolitan Borough of Bethnal Green en zeven uit de Metropolitan Borough of Stepney. Allen zijn vermeld als overleden of gewond "in Tube Shelter accident". 
In 1975 zond ITV It's A Lovely Day Tomorrow , een gedramatiseerde documentaire van regisseur John Goldschmidt naar een script van Bernard Kops, die als 16-jarige getuige was van de gebeurtenis. Deze film stond op de shortlist voor een internationale Emmy in de categorie Fictional Entertainment, maar verloor van The Naked Civil Servant. Als onderdeel van de "TUBE” kunstmanifestatie in november 2013 creëerde geluidskunstenaar Kim Zip een installatie ter herdenking van de tragedie van Bethnal Green. Het werk werd ondersteund door de Whitechapel Gallery en aangeprezen als onderdeel van het initiatief "First Thursdays" van de organisatie voor populaire kunst. De manifestatie "TUBE"  vond plaats  in Sir John Soanes klokkentoren van de St John on Bethnal Green kerk. De St John's staat naast de plaats van de tragedie en werd in de nacht van 3 maart 1943 als tijdelijk mortuarium gevorderd.
Op 1 april 2016 vertelde dr. Joan Martin, die dienst had als eerste hulpofficier van het nabijgelegen Queen Elizabeth Hospital for Children en het medische team leidde dat zich bezighield met de doden en gewonden van het incident, aan Eddie Mair van BBC Radio 4 over haar persoonlijke ervaringen op de avond van de ramp en de langetermijneffecten ervan op haar leven.

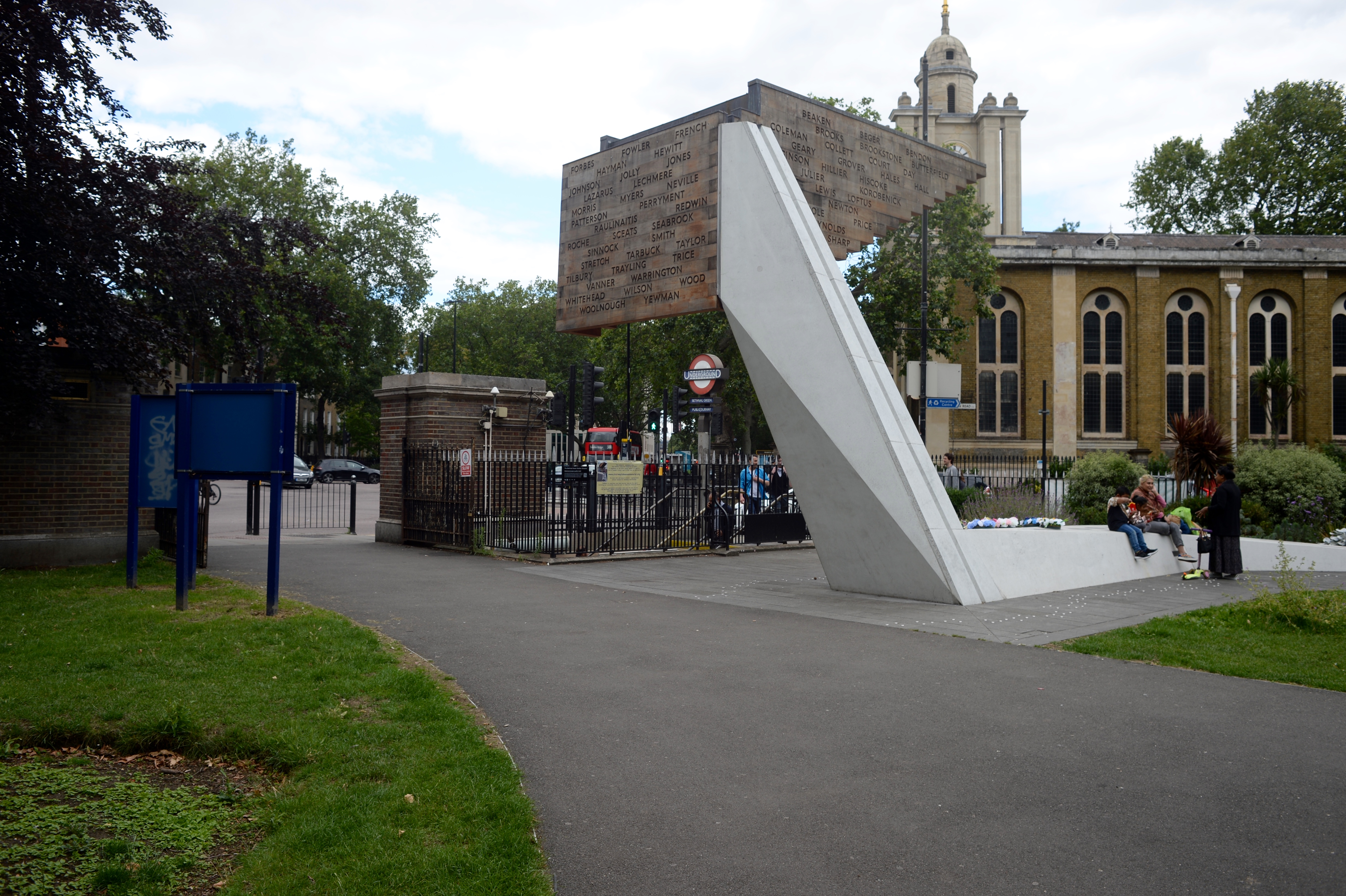
Het monument Stairway to Heaven bij de ingang in Bethnal Green Gardens, met de kerk op de achtergrond.
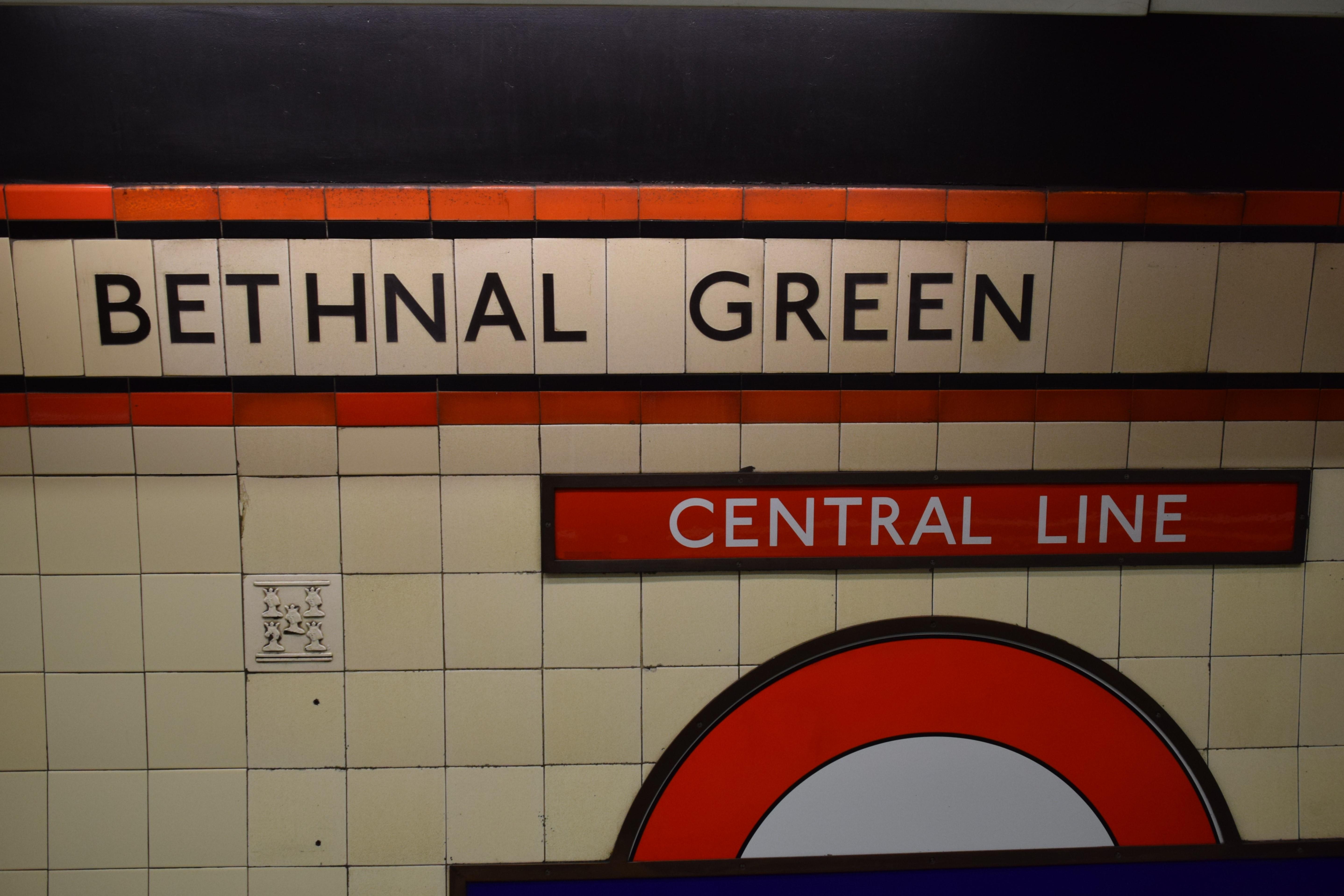
Het vernieuwde tegelwerk met een oorspronkelijk reliëftegel met het wapen van Buckinghamshire (De vijf princessen)
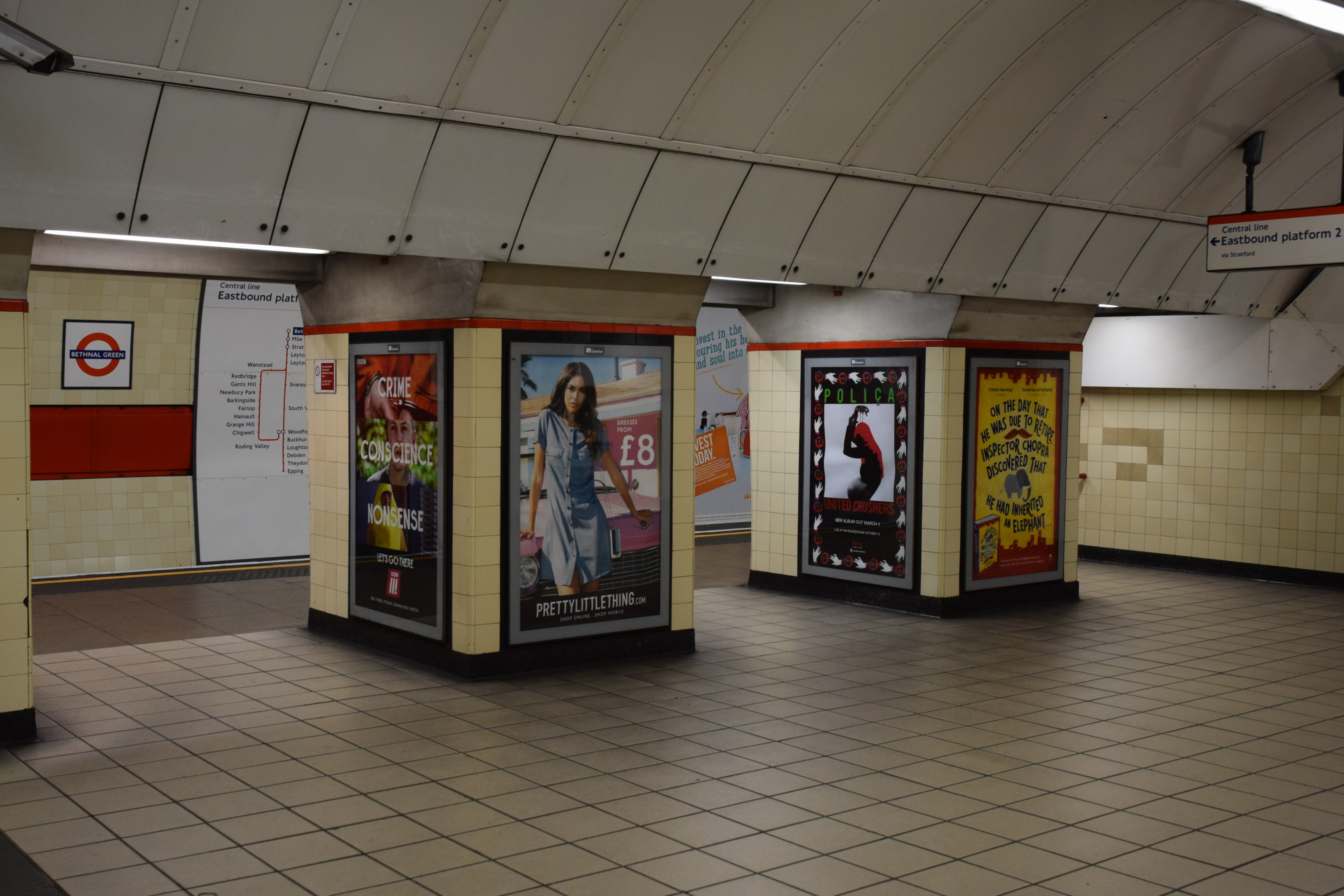
De verdeelhal onderaan de roltrappen

## Ligging en inrichting
De stationshal ligt onder de A 107 op de kop van Roman Road en is met vaste trappen verbonden met de straat. Twee trappen liggen in de zuidwest hoek van het kruispunt, een ligt vlak ten noorden van de kerk aan de oostkant van de A 107. In de zuidoost hoek van het kruispunt ligt de trap waar de tragedie zich afspeelde bij de ingang van Bethnal Green Gardens. Deze trap ligt onder het monument dat in 2017 is opgetrokken. Ondergronds is de hand van architect Charles Holden duidelijk herkenbaar. 
Het station is een voorbeeld van de stijl die London Transport toepaste voor de nieuwe metrostations die in het kader van het New Works-programme (1935-1940) werden gebouwd. Er is veel gebruik gemaakt van crèmekleurige tegels vervaardigd door Poole Pottery. In 2007 vond groot onderhoud plaats waarbij een groot deel van het tegelwerk door nieuwe tegels werden vervangen, hoewel verschillende panelen met originele tegels langs de perrons behouden bleven, vooral de door Harold Stabler ontworpen reliëftegels met afbeeldingen van kenmerkende gebouwen van Londen en de wapens van de gebieden die door de London Passenger Transport Board werden bediend.
De perrons liggen op 16 meter onder Bethnal Green Gardens aan de Central Line aan weerszijden van een kleine verdeelhal tussen de perrons. Deze verdeelhal is met drie roltrappen verbonden met de stationshal. Ten westen van de perrons ligt een overloopwissel die het mogelijk maakt dat metro's uit de stad kunnen keren bij het noordelijke perron en daarna weer via het linker spoor terug kunnen rijden. De tunnels ten westen van het station lopen onder Bethnal Green Road tot station Shoreditch High Street waar ze afbuigen naar de perrons onder station London Liverpool Street, dit is een van de grootste afstanden tussen twee metrostations in het centrum van Londen. In 2010 werd Shoreditch High Street geopend als onderdeel van de East London Line van de overground en het lag dan ook voor de hand om hier een overstap te bouwen tussen overground en underground. Hoewel deze overstap voordelen zou opleveren werd ze geschrapt vanwege de kosten. Het zou de diensten op de Central Line verstoren tijdens de bouw en bovendien komen de perrons vlak bij de ondergrondse opstelsporen van Liverpool Street die nu juist nodig zijn om Liverpool Street weer als eindpunt te gebruiken. De bouw wordt heroverwogen als de Elizabeth Line in 2023 volledig operationeel is.

## Reizigersdiensten
Het station wordt bediend door de Central Line en is op vrijdag en zaterdag 24 uur per dag geopend als onderdeel van de Night Tube. 
Tijdens de daluren rijden 24 metro's per richting per uur:
Westwaarts:
- 9 metro's naar Ealing Broadway
- 9 metro's naar West Ruislip
- 3 metro's naar Northolt
- 3 metro's naar White City

Oostwaarts:
- 6 metro's naar Hainault via Newbury Park
- 3 metro's naar Newbury Park
- 3 metro's naar Woodford via Hainault
- 9 metro's naar Epping
- 3 metro's naar Loughton